# Вайденган
Вайденган (нім. Weidenhahn) — громада в Німеччині, розташована в землі Рейнланд-Пфальц. Входить до складу району Вестервальд. Складова частина об'єднання громад Зельтерс (Вестервальд).
Площа — 3,25 км2. Населення становить 572 ос. (станом на 31 грудня 2020).

## Галерея

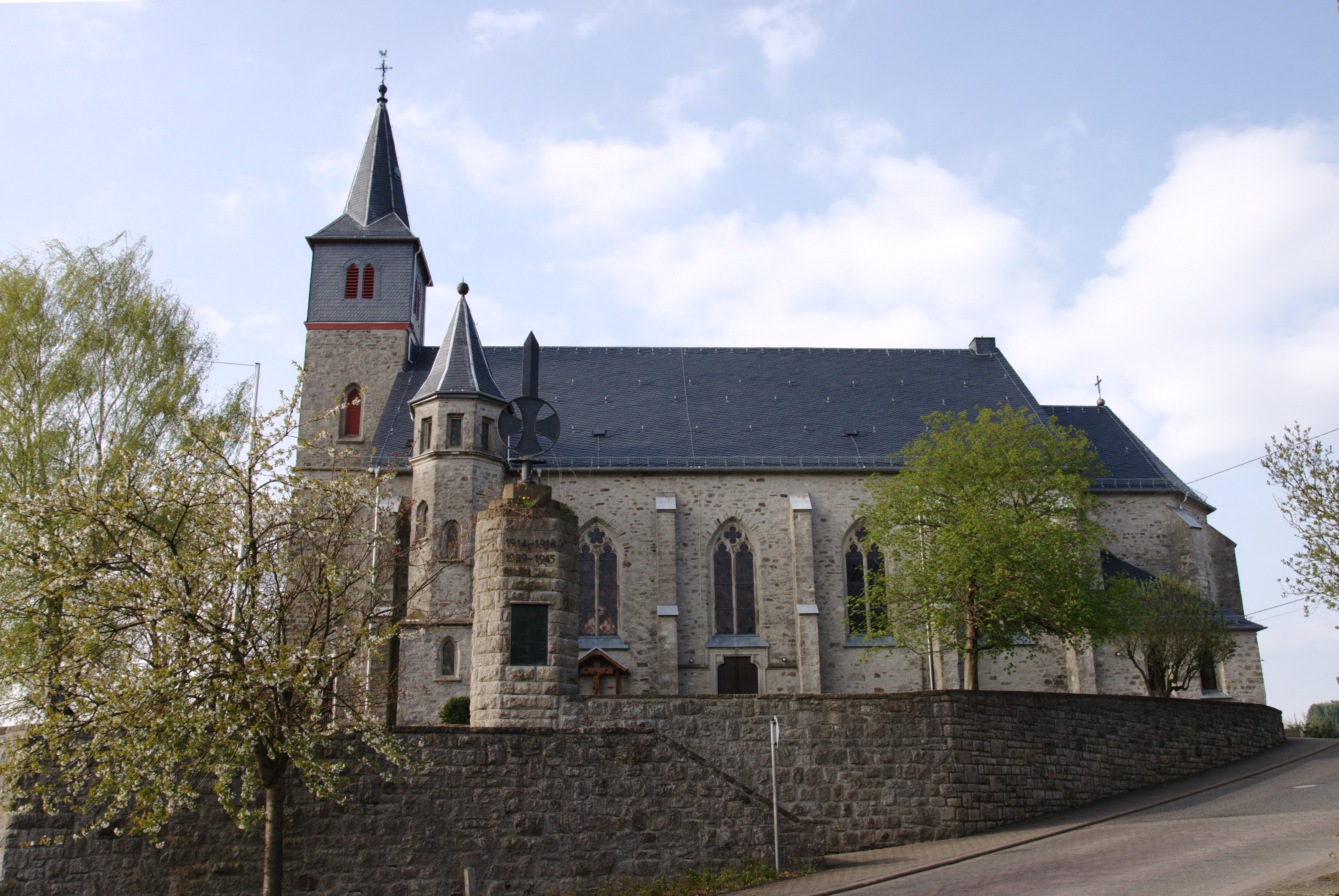